# Fitzgerald-Nunatakker
Die Fitzgerald-Nunatakker sind eine Gruppe von drei isolierten Nunatakkern im ostantarktischen Enderbyland. Sie ragen 3 km nördlich des Mount Codrington am nordwestlichen Ende der Napier Mountains auf.
Norwegische Kartografen, die sie als Veslenutane (norwegisch für Kleine Gipfel) benannten, kartierten sie anhand von Luftaufnahmen, die bei der Lars-Christensen-Expedition 1936/37 entstanden. Australische Kartografen präzisierten diese Kartierung anhand von Luftaufnahmen, die 1956 im Rahmen der Australian National Antarctic Research Expeditions angefertigt wurden. Das Antarctic Names Committee of Australia (ANCA) benannte sie nach Brigadier Lawrence John Fitzgerald (1903–1988), Leiter der geodätischen Vermessungseinheiten der Australian Army von 1942 bis 1960.